# Forrest Gump (album)
Forrest Gump je deváté řadové album skupiny Arakain. Bylo vydáno v roce 2001 a obsahuje 14 skladeb.

## Seznam skladeb
| Pořadí         | Název          | Délka |
| -------------- | -------------- | ----- |
| 1.             | Magor          | 04:40 |
| 2.             | Zmizím pryč    | 03:55 |
| 3.             | Forrest Gump   | 04:35 |
| 4.             | Dežo           | 04:10 |
| 5.             | Hvězdář        | 04:58 |
| 6.             | Bulldog        | 04:29 |
| 7.             | Fčelka Mája    | 03:32 |
| 8.             | Nech mě        | 03:58 |
| 9.             | Vzdávám se     | 04:37 |
| 10.            | 1.000.000      | 03:48 |
| 11.            | Černej švihák  | 04:19 |
| 12.            | Televize       | 04:15 |
| 13.            | Peníze         | 04:26 |
| 14.            | Na dně         | 04:48 |
| Celková délka: | Celková délka: | 60:30 |